# Федяево (Андрейковское сельское поселение)
Федяево — деревня в Вяземском районе Смоленской области России. Входит в состав Андрейковского сельского поселения. Население — 8 жителей (2007). 
Расположена в восточной части области в 6 км к северу от Вязьмы, в 1 км западнее автодороги Р134 «Старая Смоленская дорога» Смоленск — Дорогобуж — Вязьма — Зубцов, на берегу реки Вязьма. В 2 км восточнее деревни расположена железнодорожная станция Новое Село на линии Вязьма — Ржев. 

## История
В годы Великой Отечественной войны деревня была оккупирована гитлеровскими войсками в октябре 1941 года, освобождена в марте 1943 года.

## Достопримечательности
Руины Церкви Троицы Живоначальной (1795—1825 гг).